# Борегар (замок)
Борега́р (фр. Château de Beauregard) — французький середньовічний замок на території муніципалітету Селлетт, на південь від Блуа та недалеко від інших замків Луари, таких як Шеверні. Замок відомий своєю портретною галереєю XVII століття, де зберігається 327 портретів видатних осіб.

## Історія
Замок розташований в долині Луари, на річці Беврон. Перші відомості про нього належать до кінця XV століття, коли ці землі перебували у власності родини Дульсе. Людовик XII конфіскував замок у його власника, звинуваченого у розкраданні казни. Пізніше замок слугував мисливським будиночком для Франциска I, короля Франції. Інтер'єри замку були оформлені тогочасними майстрами: червонодеревником Ф. Скюбеком, який прикрашав Фонтенбло, та Н. де Аббатом, який прикрасив каплицю замку фресками, наразі втраченими.
Близько 1545 року замок придбав Жан де Тьєр, майбутній міністр фінансів наступного короля, Генріха II. З тих часів збереглися два каміни: прикрашений фрескам камін в королівській спальні та декорований в італійському стилі камін у Великій галереї. У 1617 році замок придбав Поль Ардьє, президент Паризької Рахункової палати. Між 1631 та 1638 роками він вніс деякі зміни в інтер'єри замку, зокрема, за його часів з'явилася замкова портретна галерея.
У XIX столітті замком володів Тьєр, який збагатив інтер'єри замку витворами мистецтва, антикварними виданнями та старовинними меблями. Більшість предметів інтер'єри збереглося і у XXI столітті. У 1864 році почалася реставрація замку.
У XXI столітті замок належить родині дю Павійон та відкритий для туристів.

## Архітектура
Перша реконструкція замку почалася у середині XVI століття, коли замок придбав Жан де Тьєр. Був збудований новий корпус, з'єднаний ренесансною галереєю із старими будівлями. Стіни робочого кабінету були прикрашені різними дерев'яними панелями. Біля замку влаштований регулярний парк з рідкісними рослинами. Площа парку становить близько 70 гектарів, тут розташовані руїни каплиці XV століття.
У XVII столітті в замку з'явилися два симетричні корпуси, прибудовані до центральної галереї, а старі будівлі були знесені. Один з корпусів, що розташовувався г північного боку, був знесений у XIX столітті.
Будівля замку двоповерхова, розділена на центральний корпус та південне крило. Перший поверх центрального корпусу має вигляд галереї, що складається з семи аркових прогонів.

## Портретна галерея
Замкова портретна галерея є найбільшою галереєю в Європі, що збереглася до цього часу. Приміщення галереї зведено у першій половині XVII століття, Її довжина становить близько 27 метрів, ширина — 6 метрів, підлога викладена делфтськими кахлями (їх кількість становить близько 5 500 шт.), на яких зображені воїни часів Людовіка XIII, стеля галереї прикрашена ляпіс-лазур'ю. На стінах галереї розвішані портрети відомих людей, які жили з 1328 по 1643 роки. Серед портретів є портрети королів Франції, їх королев, міністрів, маршалів, дипломатів тощо. Окрім французів, на портретах також представлені люди ще 25 національностей. Більшість портретів мають розмір близько 55х45 см, але є два портрети у повний зріст — Генріха IV та Людовіка XIII.